# Proyecto de ley

Representación gráfica del procedimiento legislativo en el Parlamento del Reino Unido y los países de la Commonwealth. (Los nombres de las Cámaras Legislativas varían a lo largo de la Commonwealth.) En las repúblicas, el Asentimiento Real se sustituye por el Asentimiento Presidencial.

Un proyecto o proposición de ley, en términos generales, es la propuesta de ley presentada ante el órgano legislativo.
La forma, tramitación, aprobación o legitimación para presentar proyectos de ley dependerá del ordenamiento jurídico de cada país o estado, y en particular, de lo dispuesto en su Constitución. En ocasiones, se utilizan denominaciones diversas para los proyectos, en función del organismo del que emanan.

## Por países

### Chile
En Chile, los proyectos de ley pueden tener su origen en el Presidente de la República o en uno o más de los miembros de la Cámara de Diputados o del Senado. Cuando se inicia en el Presidente de la República, se denomina mensaje; cuando el origen se encuentra en los diputados o senadores, se llama moción.
La Constitución chilena contempla la figura de la  iniciativa exclusiva del Presidente de la República respecto de la presentación de proyectos de ley en ciertas materias.

### España
La Constitución española regula el proceso de elaboración de las leyes (artículos 81 a 92) y, en particular, las distintas formas de iniciativa legislativa se recogen en los artículos 87 a 89 de ésta.
La Constitución española distingue entre proyecto de ley y proposición de ley, siendo su diferencia fundamental el órgano que las presenta. En ese sentido, los proyectos de ley son únicamente los que son presentados por el Gobierno. Las proposiciones de ley son presentadas por el Congreso de los Diputados (art. 87.1), por el Senado (art. 87.1), por las Asambleas legislativas de las comunidades autónomas (art. 87.2) o por una sección del electorado (art. 87.3), a esta última iniciativa se le llama iniciativa legislativa popular y tiene ciertas limitaciones: no puede referirse a materias reguladas por Ley Orgánica, a normas tributarias, a derecho de gracia ni a tratados internacionales.
El proyecto de ley tiene preferencia frente a las proposiciones de ley. El proyecto de ley debe ser presentado en la Mesa del Congreso, junto con una exposición que justifique la ley y los informes correspondientes.